# Вісті Сосниччини
«Вісті Сосниччини» — щотижнева періодична газета, заснована 1917 року. Виходить щосуботи у Сосницькому районі Чернігівської області. Висвітлює події різної тематики, що відбулися у районі чи є актуальними для нього.
Основним напрямом діяльності газети є інформаційно-пізнавальна діяльність, направлена на існуюче коло читачів.
Статті, повідомляють про місцеві політичні новини; зміст рішень селищної ради; актуальні питання, які стосуються громадського та повсякденного життя жителів району. Під рубрикою «Ваше здоров’я» публікуються матеріали, які стосуються медичної галузі, поради лікарів. У рубриці «Полісянка», яка розрахована на жіночу частину аудиторії, можна почитати цікаві історії з життя, зокрема історії про кохання, труднощі жіночої долі, розповіді про цікаві сім'ї.

## Історія створення
Районна газета, як періодичне видання, почала виходити у 1917 році під назвою «Известия».
У подальшому вона декілька разів змінювала свою назву:
- 1920 р. — «Наш путь»;
- 1935 р. — «За соціалістичну Сосниччину»;
- 1937 р. — «Зоря комуни»;
- 1945 р. — Червоний прапор;
- 1962 р. — «Колгоспна правда»;
- 1965 р. — «Радянський патріот»;
- з 2000 р. — «Вісті Сосниччини».

У квітні 2017 року газета відсвяткувала свій 100-літній ювілей.

## Цільова аудиторія
Коло читачів складають, загалом, жителі різних вікових категорій, але основу становить доросле працездатне населення від 18 років та пенсіонери. Загалом це жителі Сосницького району Чернігівської області.

## Про редакцію
Головний редактор — Олена Кузьменко. Штат налічує 6 працівників.

## Юридична адреса
16100, Чернігівська обл., Сосницький р-н, смт. Сосниця, вул. Покровська, 23а